# 溫德 (喬治亞州)
溫德（英語：Winder）是一個位於美国喬治亞州巴羅縣的城市。根據2010年美國人口普查，該地人口為14,099人，而該地的面積約為33.50平方千米。同時該地也是巴羅縣的縣治。

## 地理
溫德的座標為33°59′47″N 83°43′15″W / 33.99639°N 83.72083°W，而該地的平均海拔高度為301米（即988英尺）。